# Kingsman : Le Cercle d'or
Pour les articles homonymes, voir Kingsman.
Série Kingsman
Kingsman : Services secrets
(2015) The King's Man : Première Mission
(2021)
Pour plus de détails, voir Fiche technique et Distribution.
Kingsman : Le Cercle d'or (Kingsman: The Golden Circle) est une comédie d’espionnage britannico-américaine coécrite et réalisée par Matthew Vaughn, sorti en 2017.

Logo de l'organisation Kingsman

Second film de la série Kingsman, il fait suite à Kingsman : Services secrets du même réalisateur (2015). Puis une préquelle est sortie en 2021, The King's Man : Première Mission. D'autres films sont envisagés.
Le film suit Gary « Eggsy » Unwin qui coule des jours heureux avec la princesse suédoise Tilde, tout en continuant à travailler pour Kingsman. Mais un soir, des attaques simultanées détruisent le quartier général londonien du Kingsman. Tous les agents sont tués, à l'exception d'Eggsy et Merlin. Les deux survivants sont alors amenés à rencontrer leurs homologues américains du Statesman, dont la base est située dans une distillerie de bourbon dans le Kentucky. Ensemble, entre l'Italie et le Cambodge, ils vont affronter Poppy Adams, une trafiquante à la tête du cartel de drogue le plus puissant du monde, le Cercle d'or.

## Synopsis
Gary « Eggsy » Unwin (Taron Egerton) est devenu un agent officiel de Kingsman, sous le nom de code de son ancien mentor, « Galahad ». Alors qu'il sort de la boutique servant de couverture à l'agence à Savile Row, il est attaqué par Charlie Hesketh (Edward Holcroft), un ancien candidat rejeté du Kingsman, qui a survécu aux événements liés à Valentine. Le jeune homme y a cependant laissé son bras droit et ses cordes vocales, remplacés par un bras mécanique et un pharynx artificiel. Il veut se venger d'Eggsy. Celui-ci parvient à lui échapper, après une course-poursuite remarquée dans les rues de Londres. Le bras robotique de Charlie est cependant resté dans la voiture d'Eggsy. Contrôlé à distance, il pirate les données de l'agence.
Après quelques recherches, les Kingsman découvrent que Charlie a été recruté par une organisation secrète appelée « Le Cercle d'Or ». Il s'agit du plus grand cartel de drogues au monde, contrôlant l'ensemble des réseaux d'approvisionnements de substances illégales. Il est dirigé  d'une main de fer par Poppy Adams (Julianne Moore). Avec les informations récupérées par Charlie, Poppy Adams envoie des missiles sur les domiciles des agents et lieux répertoriés, détruisant ainsi la boutique Kingsman et tuant tous les agents, y compris deux des amis d'Eggsy, Roxy « Lancelot » et Brandon, qui gardait son chien JB. Seuls en réchappent Eggsy, qui était à un dîner avec la famille royale de Suède ; et Merlin (Mark Strong) qui, n'étant normalement pas un agent de terrain, n'avait pas ses coordonnées dans la base.
Le duo lance donc le « protocole apocalypse », qui les fait partir d'un caviste londonien et qui leur apprend l'existence de Statesman, une agence-sœur de Kingsman et opérant sous couverture d'une distillerie de bourbon dans le Kentucky. Après un accueil difficile par l'agent « Tequila » (Channing Tatum) qui ne les croit pas, ils sont reconnus comme agents de Kingsman et accueillis par « Champagne », le président des Stateman, et « Ginger Ale » (Halle Berry), un agent de soutien tout comme Merlin. Eggsy et Merlin découvrent, médusés, que les agents de Statesman ont réussi à sauver Harry « Galahad » Hart (Colin Firth), grâce à leur technologie (un gel permettant de protéger le cerveau après un impact de balle), mais qu'il souffre d'une amnésie profonde, qui pourrait être guérie par un choc ou le rappel d'un événement traumatique.
Les Statesman acceptent d'aider les Kingsman à arrêter les projets du Cercle d'Or, d'autant plus que Tequila développe une éruption cutanée bleue et des signes de folie. Il est remplacé par « Whiskey » (Pedro Pascal), qui accompagne Eggsy au festival de Glastonbury afin de suivre la seule piste qu'ils possèdent : l'ex-petite amie de Charlie, Clara. Sur place, Eggsy doit trouver le moyen d'avoir un rapport sexuel avec elle, afin de lui glisser à son insu un implant. Clara tombe rapidement sous son charme et la mission est réussie ; mais Eggsy veut rester fidèle à Tilde et l'appelle juste avant de passer à l'acte pour l'en informer. Ils se disputent et elle finit par le repousser.
Après une tentative ratée par Merlin de recréer un choc traumatique chez Harry pour lui faire retrouver la mémoire, Eggsy y parvient finalement en recréant le dernier test de la formation des Kingsman : il menace d'abattre un chiot cairn terrier, la race du chien de Harry lorsqu'il était Kingsman. Bien qu'encore sujet à des hallucinations visuelles et un manque de coordination, Harry retrouve la mémoire et rejoint l'équipe. Peu après est diffusé un clip vidéo de Poppy sur toutes les chaînes nationales, expliquant son but : elle a trafiqué les drogues qu'elle distribue (et donc les réseaux mondiaux) avec un virus fabriqué en laboratoire, qui provoque successivement chez le consommateur une éruption cutanée bleue, un épisode de folie, puis une paralysie complète suivie de la mort. Elle prévoit de distribuer l'antidote aux millions de consommateurs malades à deux conditions, qu'elle impose au président des États-Unis : légaliser toutes les drogues, afin d'en faire un marché légal et florissant, et lui accorder l'immunité judiciaire. Ce dernier décide de jouer un double jeu : il fait mine d'accepter, mais compte en réalité laisser mourir les personnes contaminées ; se satisfaisant de l'élimination des consommateurs de drogues qu'il considère tous comme des junkies.
Eggsy, Harry et Whiskey, suivant la piste de Clara qui est toujours sous écoute, se rendent dans une station de ski en Italie, un des lieux de fabrication de l'antidote. Eggsy parvient à voler un échantillon, mais la présence de Charlie dans la station perturbe leur fuite, celui-ci leur créant un accident de téléphérique. Ils se retranchent dans une cabane et sont assaillis par des tireurs. L'échantillon est brisé par Whiskey, qui repousse Eggsy pour le protéger. Harry suspecte Whiskey d'être un agent double, et l'abat froidement d'une balle dans la tête. Eggsy croit son mentor mal guéri de son amnésie, et utilise le gel des Statesman pour sauvegarder Whiskey.
Avec l'évolution des symptômes, le chaos se généralise dans le monde, les hôpitaux sont pris d'assaut et les crises de folie et paralysies perturbent le pays. Le président, sous couvert d'ouvrir des centres de soins dans les stades, ouvre en réalité d'immenses enclos où chaque contaminé est enfermé dans une cage (y compris Fox, la cheffe de cabinet du président). La princesse Tilde, également victime pour avoir fumé du cannabis, appelle Eggsy lors d'un épisode maniaque, ce qui le pousse à agir rapidement. Eggsy, Harry et Merlin parviennent à localiser le repaire de Poppy après l'échec de l'expédition en Italie : des ruines au cœur de la jungle cambodgienne, dans lesquelles elle s'est installée en recréant une rue américaine dans le style années 1950. Whiskey, rapidement remis, part à leur suite.
En approchant du repaire, Eggsy marche sur une mine explosive, et Merlin se sacrifie pour le sauver et permettre à ses deux camarades de continuer. Eggsy et Harry affrontent les gardes de Poppy ensemble, avant de se séparer : Harry combat les chiens-robots de Poppy, qu'il vainc avec l'aide d'Elton John (enlevé par Poppy pour des concerts privés) et Eggsy affronte Charlie, qu'il finit par tuer par vengeance. Ils se retrouvent face à face avec Poppy, qui détient la mallette de laquelle elle doit lancer les drones chargés d'antidote. Ils parviennent à lui arracher le code en lui administrant une dose concentrée de drogue frelatée, la mettant ainsi provisoirement dans un état de folie, avant qu'elle ne succombe par overdose. Mais Whiskey s'interpose et les en empêche, confirmant ainsi les soupçons de Harry : il refuse de sauver les drogués contaminés, afin de venger la mort de sa jeune femme enceinte, tuée par accident lors d'une altercation armée entre deux hommes sous amphétamines. Eggsy et Harry finissent le combat, tuent Whiskey, et lancent enfin la livraison des antidotes.
Le président est destitué et arrêté à la suite des révélations de sa cheffe de cabinet sur son intention de laisser mourir des millions de personnes. Statesman rachète une distillerie en Écosse pour financer la reconstruction de Kingsman. Proposant de remplacer Whiskey, Ginger Ale, en recevant la bénédiction du groupe à l’unanimité, décide d'aller travailler sur le terrain.
Eggsy épouse finalement la princesse Tilde.

## Fiche technique
Sauf indication contraire, les informations mentionnées dans cette section peuvent être confirmées par les bases de données cinématographiques IMDb et Allociné,  présentes dans la section « Liens externes ».
- Titre original : Kingsman: The Golden Circle
- Titre français et québécois : Kingsman : Le Cercle d'or[1]
- Réalisation : Matthew Vaughn
- Scénario : Jane Goldman et Matthew Vaughn, d'après les personnages du comic book Kingsman : Services secrets de Dave Gibbons et Mark Millar édité par Icon Comics
- Musique : Henry Jackman et Matthew Margeson
- Direction artistique : Grant Armstrong, Jonathan Houlding, Joe Howard, Gary Jopling, James Morrall, Tarnia Nicol et David Scott
- Décors : Darren Gilford
- Costumes : Arianne Phillips
- Photographie : George Richmond
- Son : Matthew Collinge, Mike Prestwood Smith, John Hayes
- Montage : Eddie Hamilton
- Production : Matthew Vaughn, Adam Bohling et David Reid
  - Production exécutive : Darren Goldberg (États-Unis) et Gianluca Leurini (Italie)
  - Production déléguée : Dave Gibbons, Mark Millar, Pierre Lagrange, Stephen Marks et Claudia Schiffer (Claudia Vaughn)
- Sociétés de production :
  - Royaume-Uni : Marv Films et Cloudy Productions
  - États-Unis : Shangri-La Entertainment, en association avec TSG Entertainment, présenté par Twentieth Century Fox
- Société de distribution : Twentieth Century Fox (Royaume-Uni et États-Unis) ; Twentieth Century Fox France (France)
- Budget : 104 millions de $[2]
- Pays de production :  Royaume-Uni,  États-Unis
- Langues originales : anglais, italien, suédois
- Format : couleur - 35 mm / Codex - 2,39:1 (Cinémascope) - son Dolby Atmos / Dolby Surround 7.1 / Dolby Digital
- Genre : action, aventure, espionnage, comédie, thriller
- Durée : 141 minutes
- Dates de sortie[3] :
  - Royaume-Uni : 20 septembre 2017
  - États-Unis, Québec : 22 septembre 2017[1]
  - Belgique : 28 septembre 2017[4]
  - France, Suisse romande : 11 octobre 2017[5],[6]
- Classification :
  - Royaume-Uni : interdit aux moins de 15 ans (15 - Suitable only for 15 years and over)[7]
  - États-Unis : interdit aux moins de 17 ans (R – Restricted)[N 1]
  - France : tous publics[8]
  - Belgique : potentiellement préjudiciable jusqu'à 12 ans (Mogelijk schadelijk voor kinderen onder de 12 jaar)[4]
  - Suisse romande : interdit aux moins de 16 ans[9]
  - Québec : 13 ans et plus (violence - langage vulgaire) (13+ / 13 years and over)[1]

## Distribution
- Taron Egerton (VF : François Deblock ; VQ : Louis-Philippe Berthiaume) : Gary « Eggsy » Unwin, alias « Galahad »
- Colin Firth (VF : Christian Gonon ; VQ : Jean-Luc Montminy) : Harry « Galahad » Hart
- Pedro Pascal (VF : Loïc Houdré ; VQ : Christian Perrault) : Jack Daniels, alias agent Whiskey
- Julianne Moore (VF : Ivana Coppola ; VQ : Marie-Andrée Corneille) : Poppy Adams
- Mark Strong (VF : Éric Herson-Macarel ; VQ : Marc-André Bélanger) : Merlin
- Halle Berry (VF : Annie Milon ; VQ : Isabelle Leyrolles) : Ginger Ale
- Elton John (VF : Philippe Ariotti ; VQ : Thiéry Dubé) : lui-même
- Channing Tatum (VF : Axel Kiener ; VQ : Frédérik Zacharek) : agent Tequila
- Jeff Bridges (VF : Patrick Béthune ; VQ : Guy Nadon) : agent Champagne
- Edward Holcroft (VF : Donald Reignoux ; VQ : Renaud Paradis) : Charles « Charlie » Hesketh
- Hanna Alström (VF : Ruth Vega Fernandez ; VQ : Émilie Bibeau) : la princesse Tilde
- Bruce Greenwood (VF : Bernard Lanneau ; VQ : Mario Desmarais) : le président des États-Unis
- Emily Watson (VF : Isabelle Gardien ; VQ : Chantal Baril) : Fox, la chef de cabinet de la Maison-Blanche
- Sophie Cookson (VF : Capucine Delaby ; VQ : Sarah-Jeanne Labrosse) : Roxanne « Roxy » Morton, alias « Lancelot »
- Michael Gambon (VF : Philippe Laudenbach ; VQ : Hubert Fielden) : Sir Giles / Arthur
- Poppy Delevingne (VF : Valérie Decobert ; VQ : Catherine Brunet) : Clara von Gluckfberg
- Mark Arnold : Général McCoy
- Tom Benedict Knight (VF : Benjamin Penamaria) : Angel
- Keith Allen (VF : Bernard Métraux) : Charles
- Thomas Turgoose (VF : Fabrice Fara) : Liam
- Björn Granath (VQ : Frédéric Desager) : le roi de Suède
- Lena Endre : la reine de Suède
- Tobi Bakare (de) (VF : Mohad Sanou) : Jamal
- Samantha Womack : Michelle Unwin, la mère d'Eggsy (caméo)
- Samuel L. Jackson : Richmond Valentine (images d'archives tirées du premier film)
- Sofia Boutella : Gazelle (images d'archives tirées du premier film)

 Source et légende : version française (VF) sur RS Doublage
 Source et légende : version québécoise (VQ) sur Doublage.qc.ca

Photos des acteurs principaux
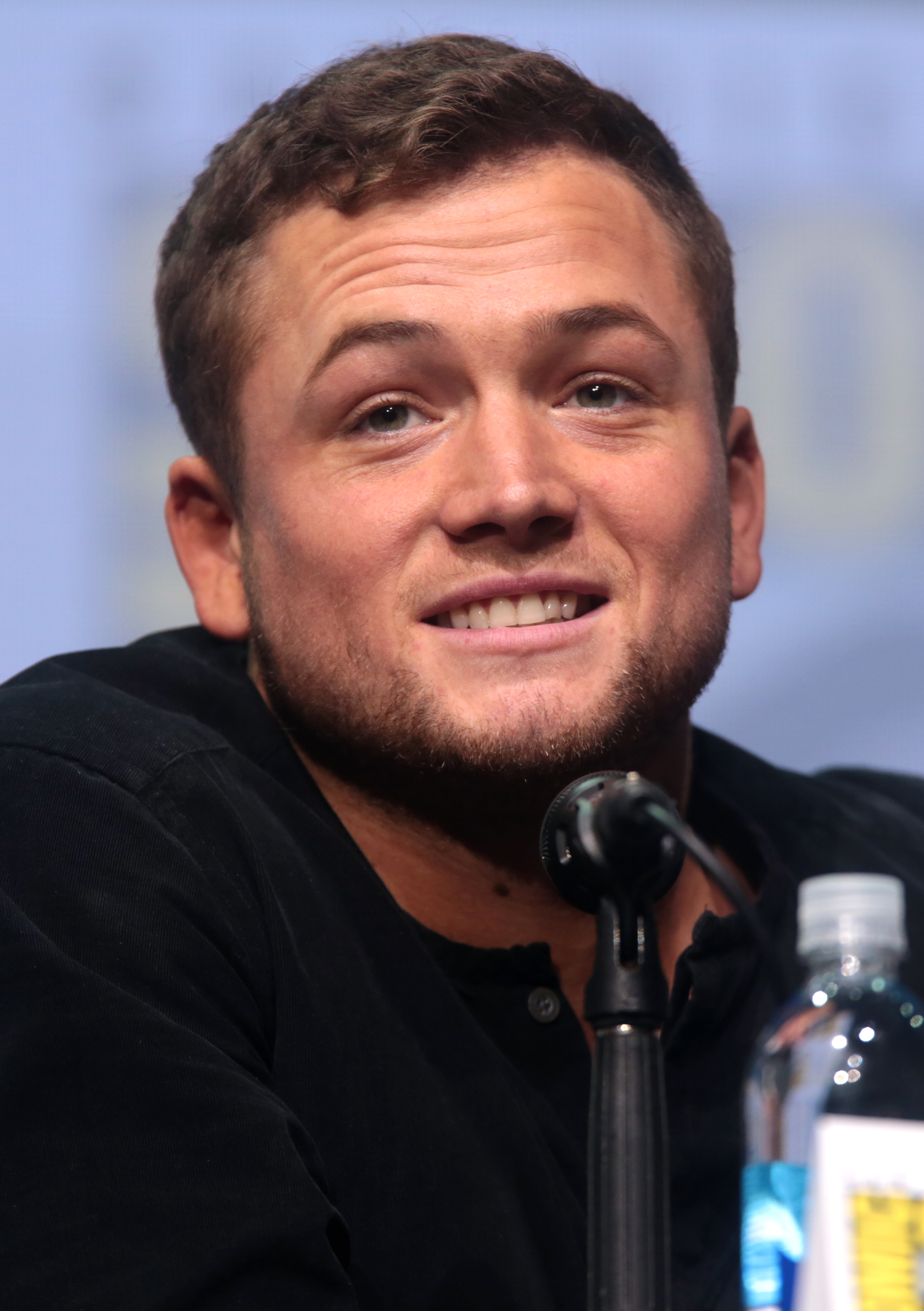
Taron Egerton est Eggsy
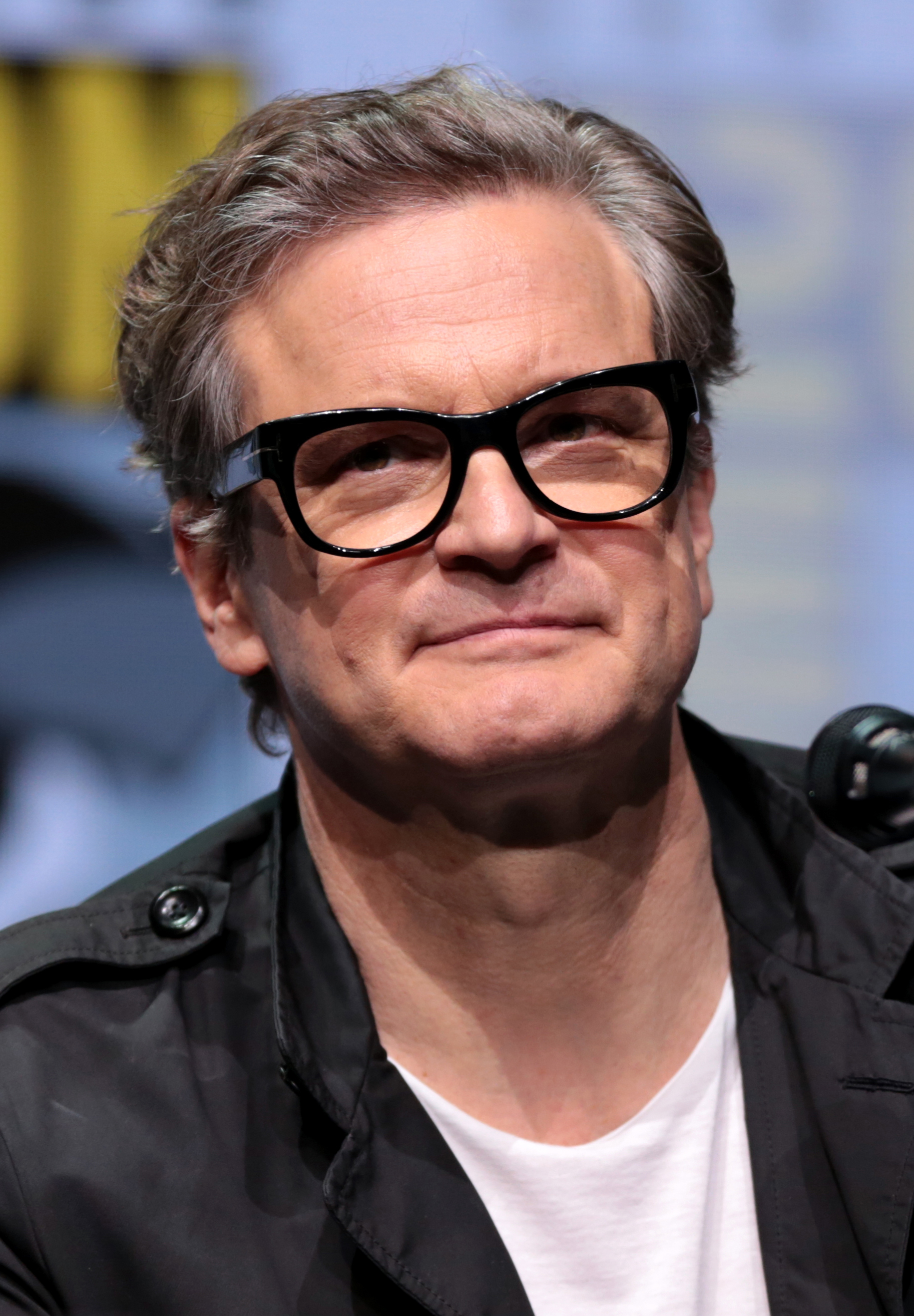
Colin Firth est Harry Hart
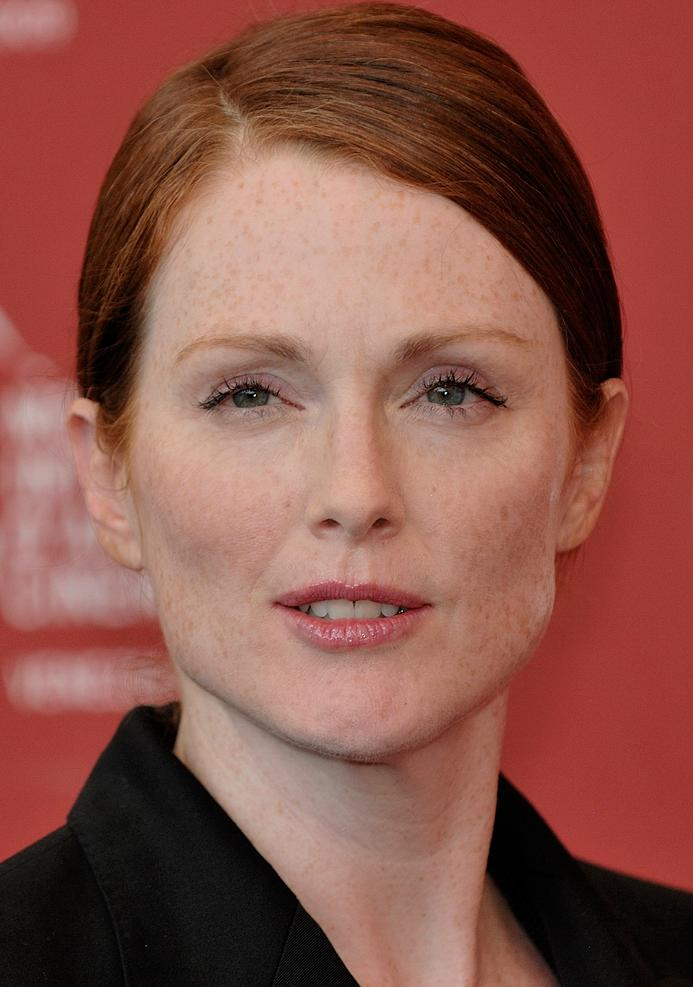
Julianne Moore est Poppy Adams
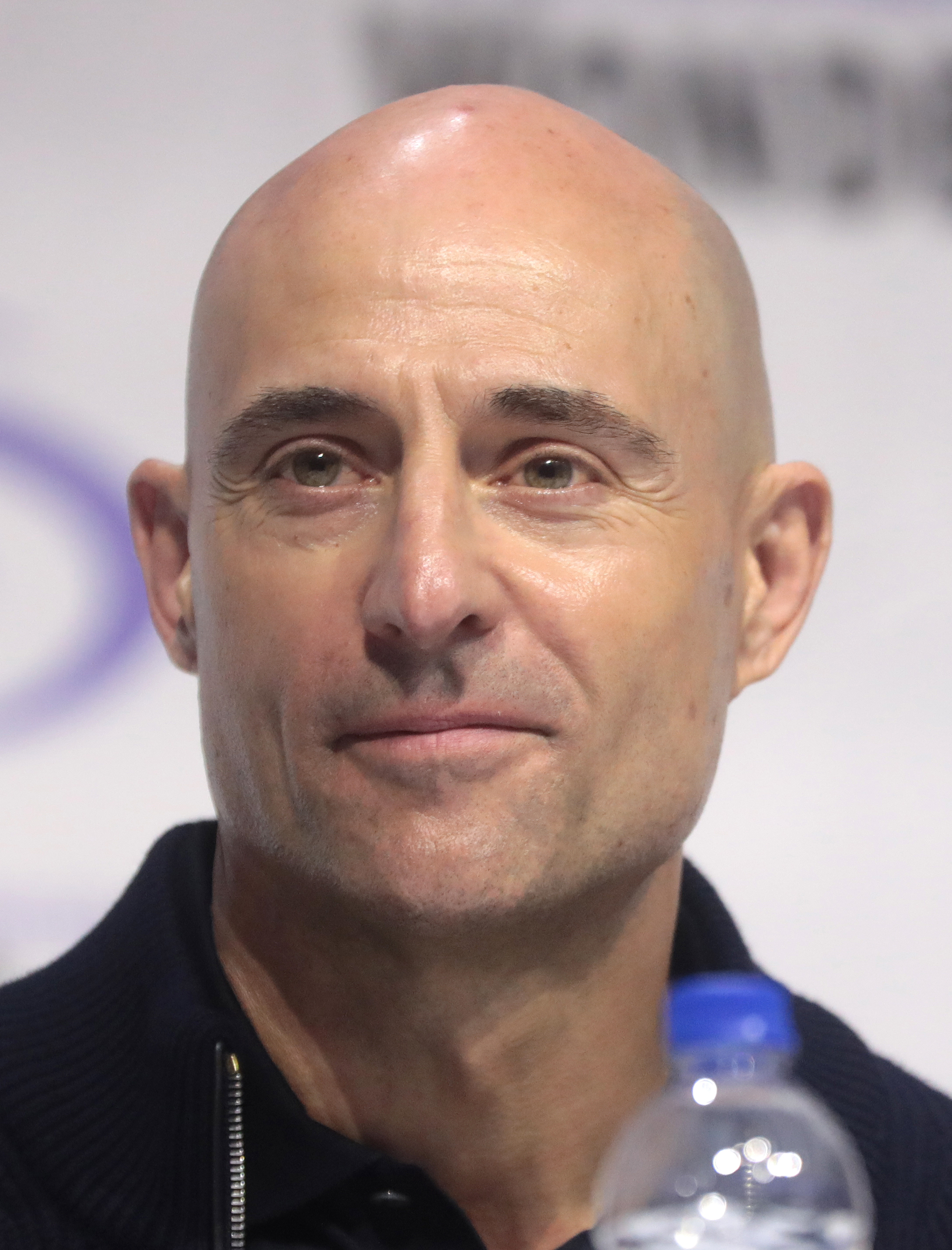
Mark Strong est Merlin
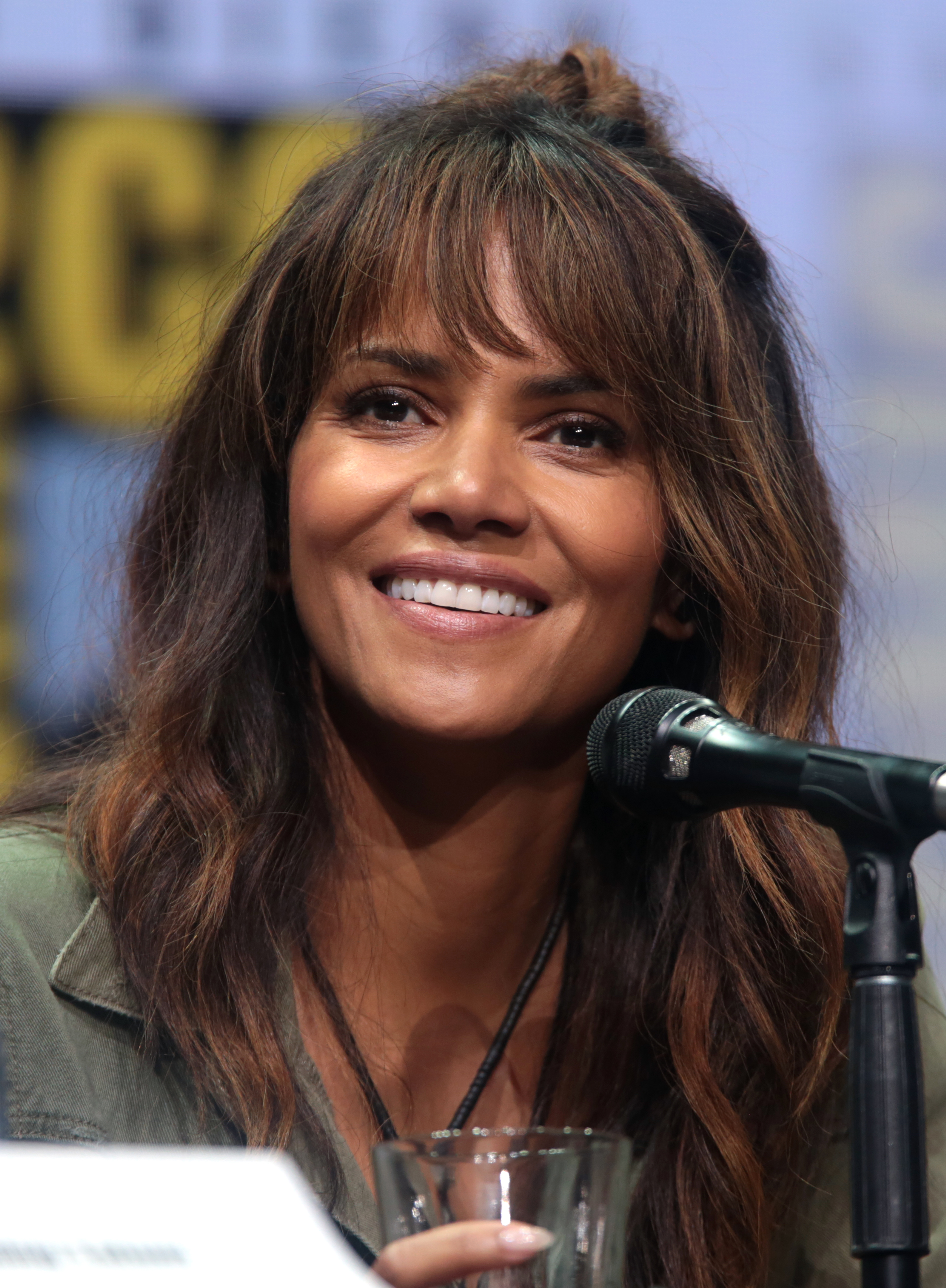
Halle Berry est Ginger Ale
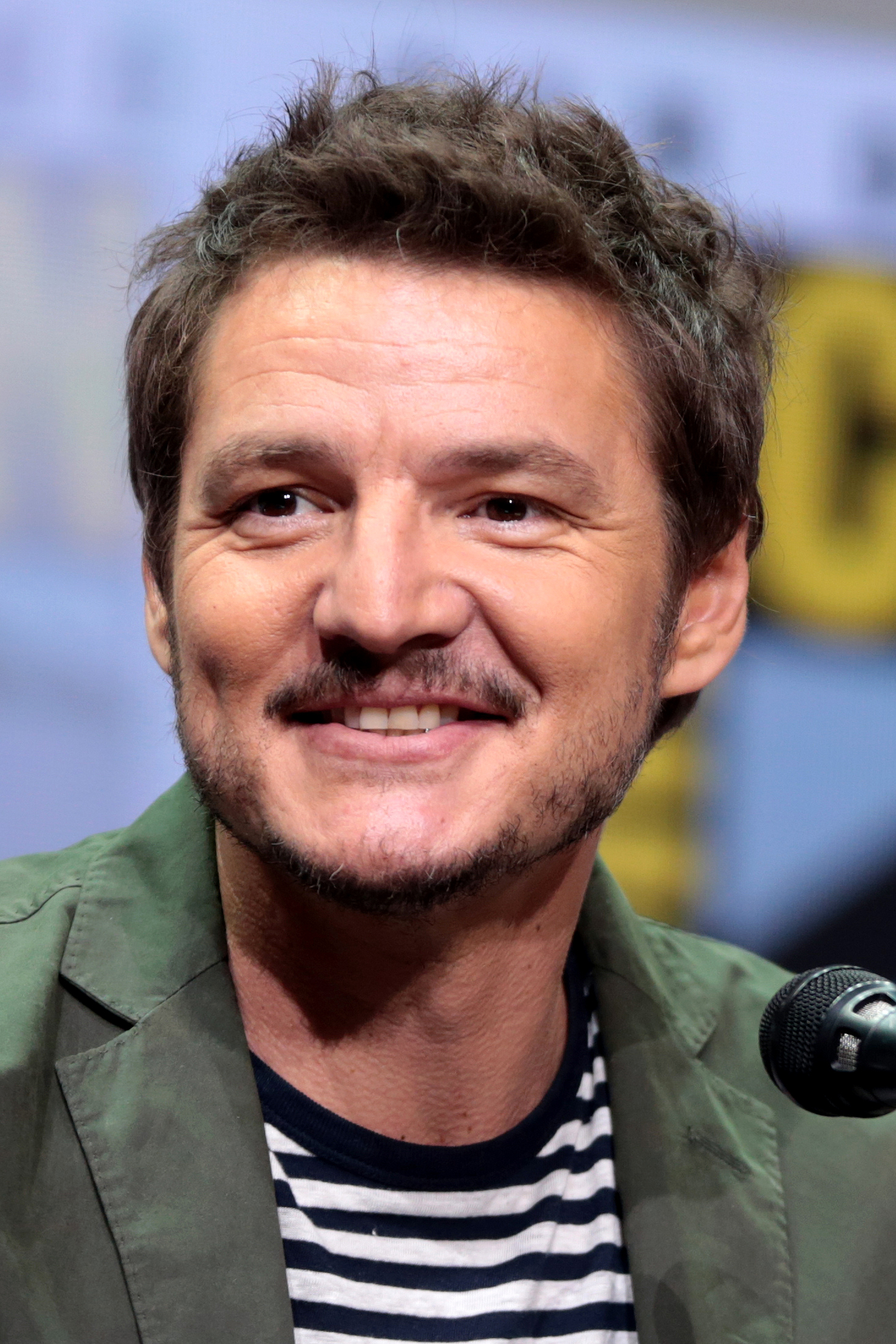
Pedro Pascal est l'agent Whiskey
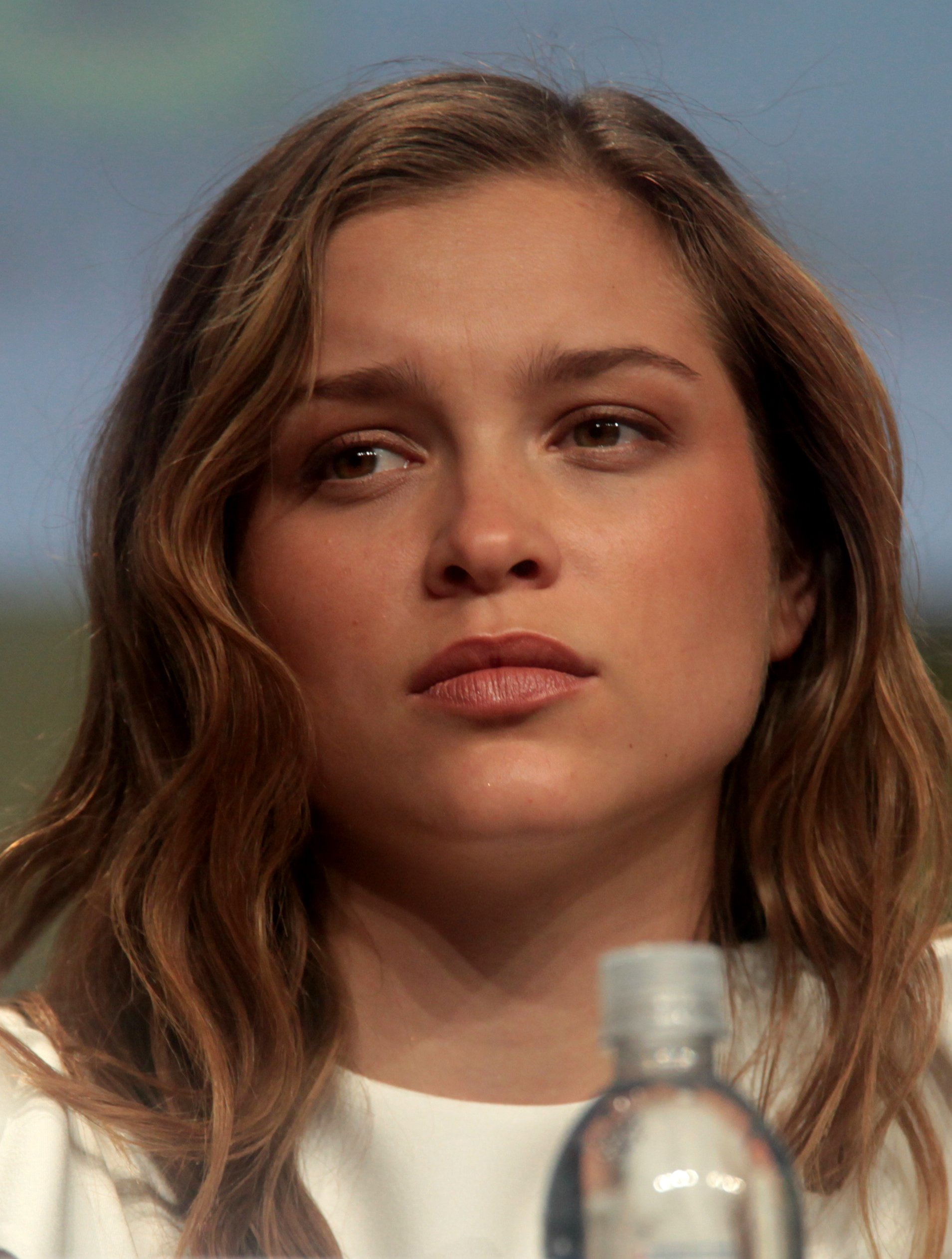
Sophie Cookson est Roxy
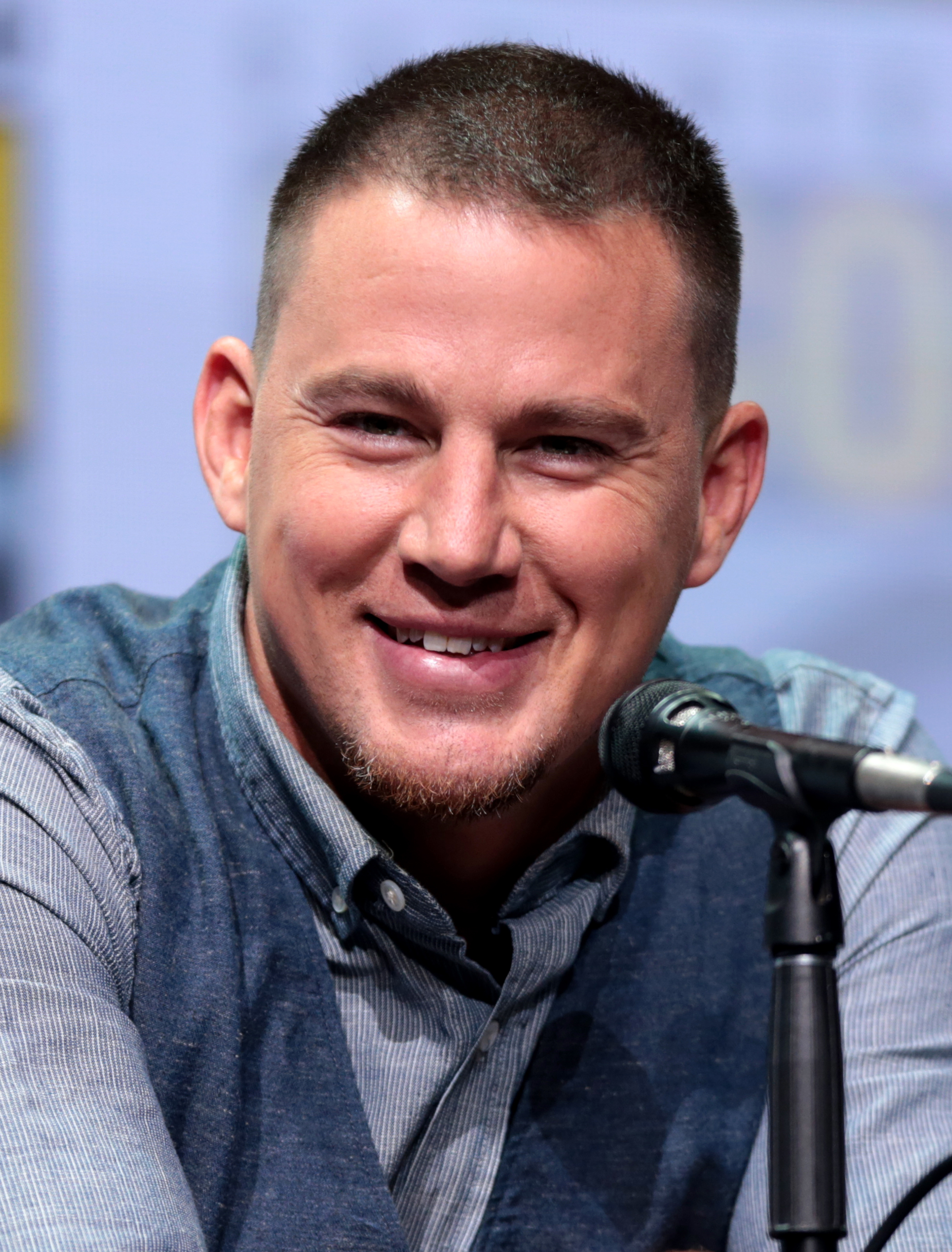
Channing Tatum est l'agent Tequila
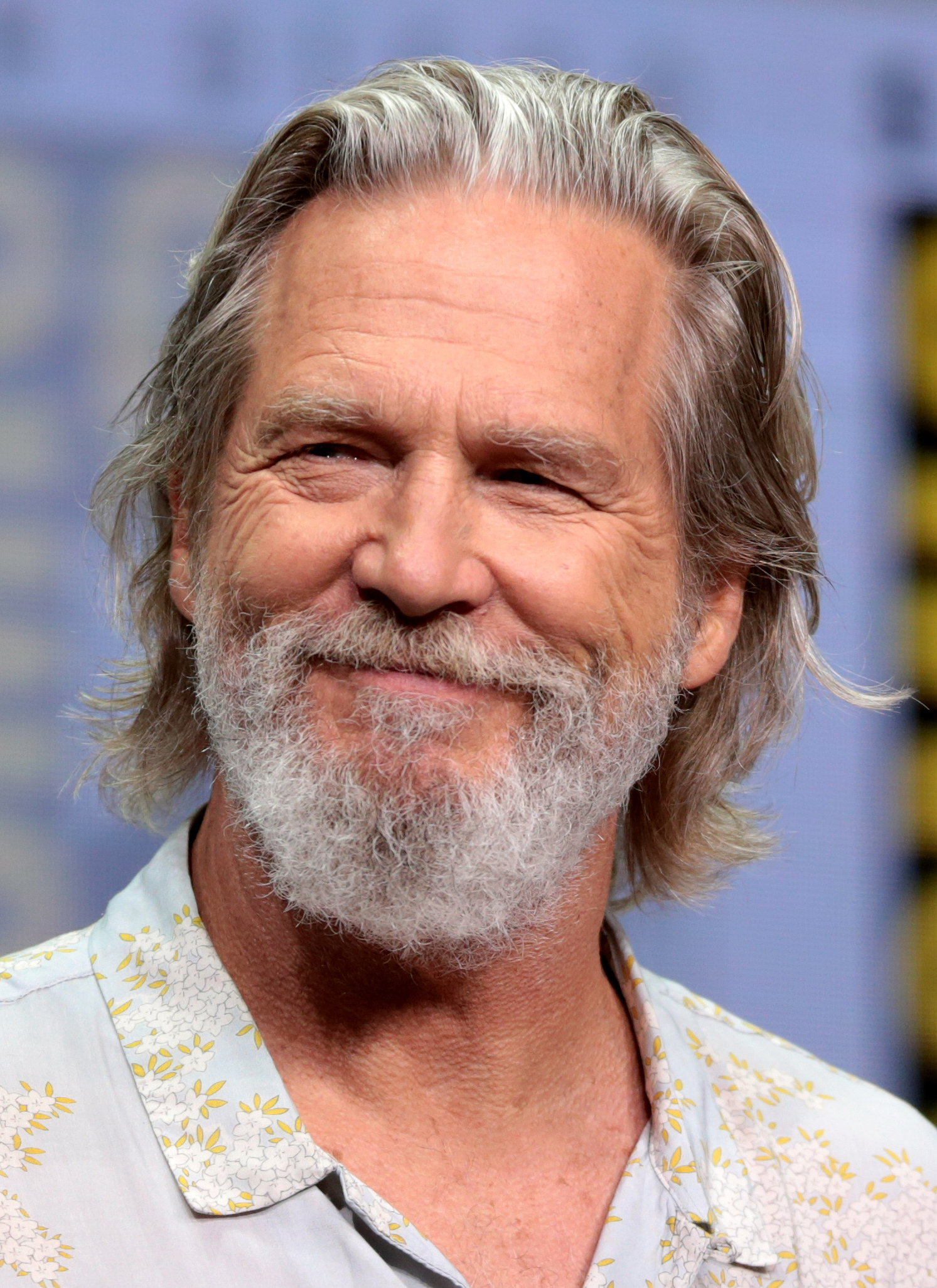
Jeff Bridges est l'agent Champagne

## Production

### Genèse et développement
Le film Kingsman : Services secrets sort début 2015 dans le monde. En avril 2015, il est annoncé que la 20th Century Fox songerait à une suite. Le réalisateur Matthew Vaughn avait auparavant refusé de réaliser les suites de ses films : X-Men: Days of Future Past (qui suivait son X-Men : Le Commencement) et Kick-Ass 2. En juin 2015, il ne confirme cependant pas sa présence mais déclare toutefois : « J'aime ces personnages et je veux à nouveau travailler avec eux, donc je vais probablement casser la règle qui veut que je ne fasse pas de suites ».
En octobre 2015, il est annoncé que le film sortira en juin 2017, alors que le retour de Matthew Vaughn comme réalisateur n'est toujours pas officialisé. Le titre du film, Kingsman: The Golden Circle, est révélé en mars 2016, en même temps que certains visuels et concept art.

### Attribution des rôles
Taron Egerton, Mark Strong et Sophie Cookson seront de retour dans leurs rôles respectifs de Gary "Eggsy" Unwin, Merlin et Roxy.
En février 2016, Julianne Moore est annoncée dans le rôle de l'antagoniste principale, Poppy. En mars 2016, Halle Berry rejoint Taron Egerton et Julianne Moore au casting.
Bien qu'il soit présumé mort dans Kingsman : Services Secrets, Colin Firth sera présent dans cette suite. Une affiche teaser de Kingsman: The Golden Circle mentionne sa présence par la phrase « reports of my death have been greatly exaggerated » (« Les annonces de ma mort ont grandement été exagérées »).
En avril 2016, l'acteur américain Channing Tatum est quant lui officialisé dans le film.
Quelques rumeurs annonçaient la présence du chanteur Elton John dans le film. Sa participation est officialisée par l'artiste en mai 2016.
Fin mai 2016, Jeff Bridges rejoint la distribution.
En juin 2016, Vinnie Jones annonce sa participation au film sur son compte Twitter. Alors qu'il devait jouer le garde du corps de Poppy (incarnée par Julianne Moore), il n'apparaît pas dans le long métrage.

### Tournage
Le tournage débute le 15 mai 2016 à Birmingham,, notamment à Victoria Square. Les prises de vues ont également lieux dans les studios Warner Bros. à Leavesden. L'équipe se rend également dans la Vallée d'Aoste dans les Alpes italiennes (le téléphérique Skyway Monte Bianco et la pointe Helbronner),. Quelques plans sont tournées au Qualcomm Stadium de San Diego, à Camberley (Surrey), Old Royal Naval College.

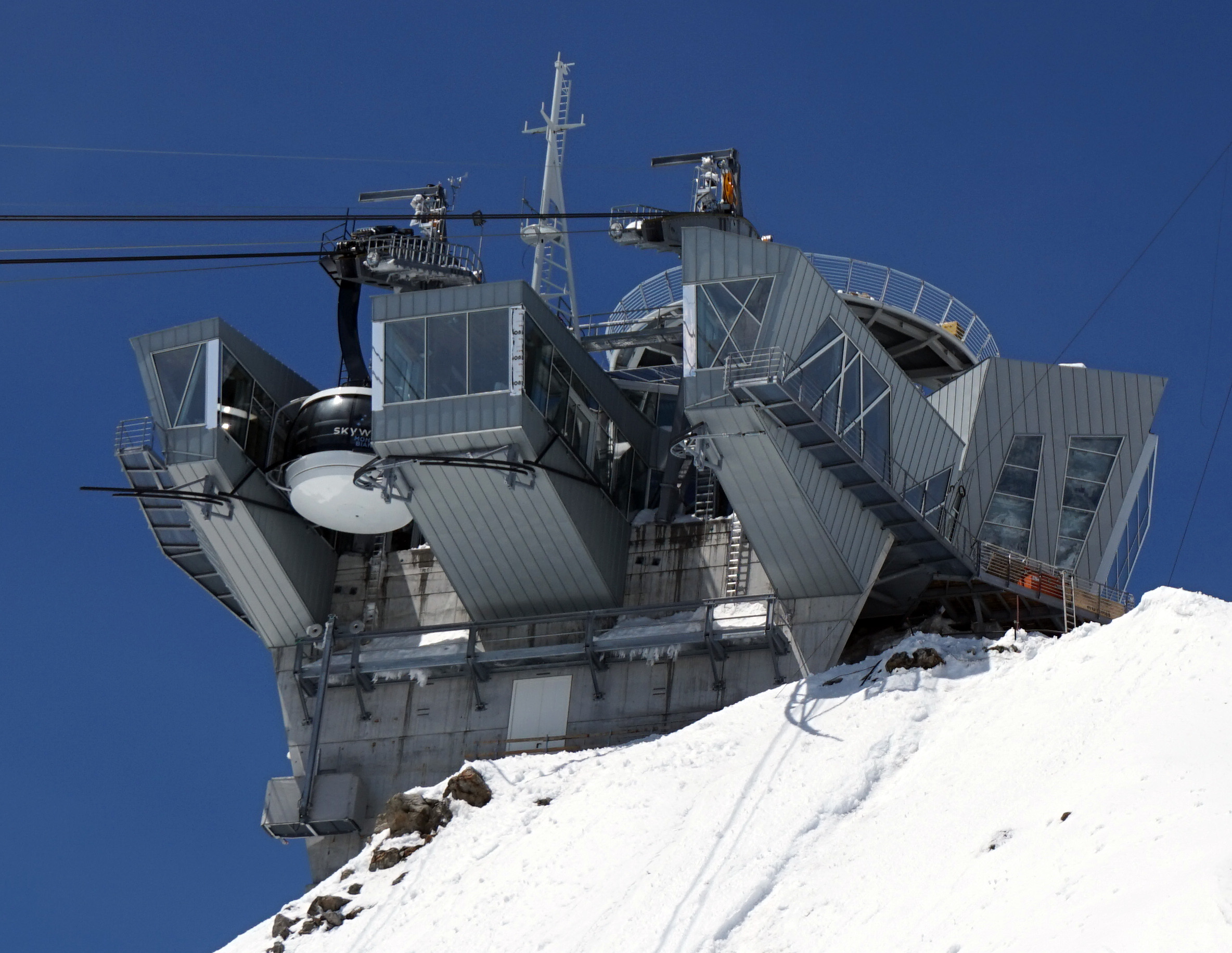
Le Skyway Monte Bianco
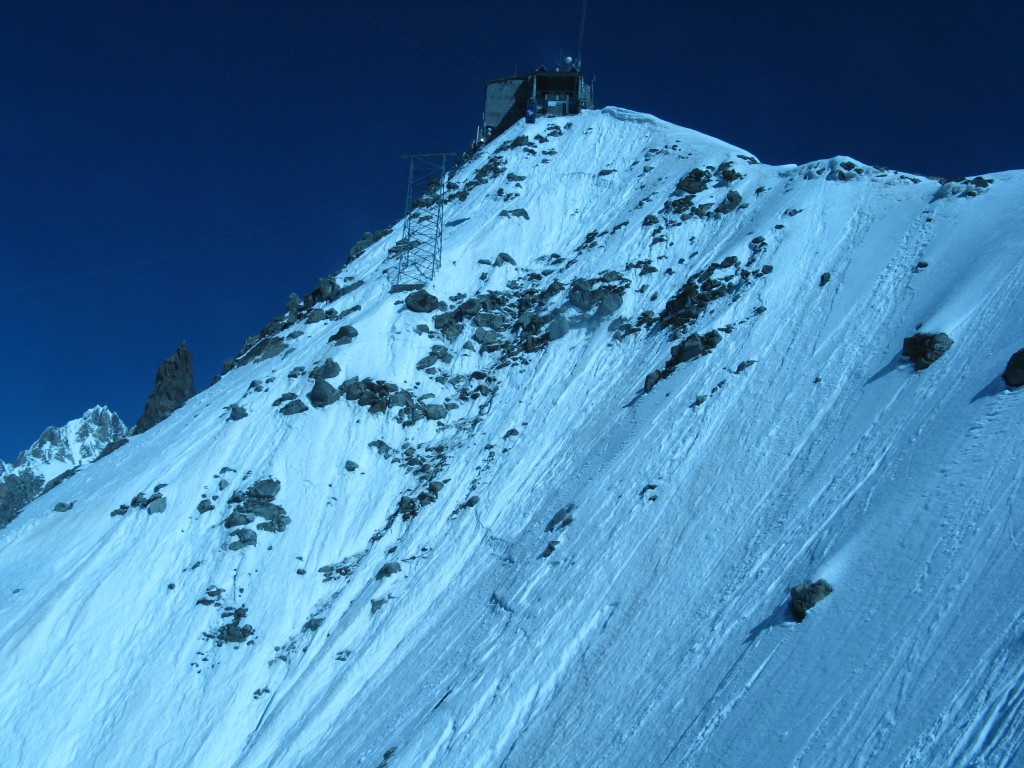
La pointe Helbronner
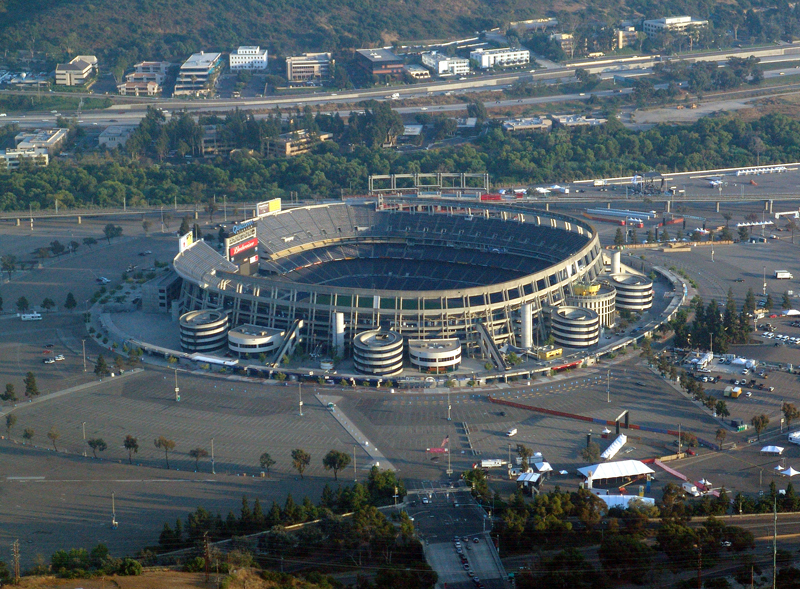
Le Qualcomm Stadium

Le tournage principal s'achève en septembre 2016. Quelques reshoots ont lieu à Londres en décembre 2016.

## Musique
Bandes originales par Henry Jackman
Kong: Skull Island
(2017) Jumanji : Bienvenue dans la jungle
(2017)
Bandes originales de Kingsman
Kingsman : Services secrets
(2015)
La musique du film est composée par Henry Jackman et Matthew Margeson, tous deux déjà à l’œuvre pour le premier film.
Liste des titres
1. Eggsy Is Back - 5:50
2. Memories of Harry - 2:00
3. The Golden Circle - 1:18
4. Poppy - 2:17
5. Incoming Missiles - 2:56
6. You May Shed a Tear in Private - 3:02
7. Tequila - 2:09
8. The Lepidopterist - 2:16
9. Rescuing Harry - 1:45
10. Statesman - 1:48
11. Gingerís First Test - 1:15
12. Whiskey's Demons - 1:02
13. Tornado in a Trailer Park - 2:30
14. Poppy's Terms - 3:01
15. Dancing Disease - 3:05
16. The Gondola Experience - 6:30
17. Cabin Ambush - 4:13
18. Horrific News Report - 2:41
19. Flying to Poppyland - 5:09
20. No Time for Emotion - 2:51
21. Temple Battle - 6:54
22. Viva Las Vegan - 2:44
23. Not in Vain - 3:59
24. A Man Who's Honorable - 2:41
25. Kingsman Hoedown - 2:17

Autres chansons présentes dans le film :
- Prince - Let’s Go Crazy
- Harold Melvin & The Blue Notes - Don't Leave Me This Way
- Embrace - Ashes
- Tom Chaplin - Quicksand
- John Denver - Annie’s Song et Take Me Home, Country Roads
- Elton John - Saturday Night’s Alright (For Fighting), Rocket Man et Jack Rabbit
- The BossHoss - Word Up (reprise de Cameo)

## Accueil

### Dates de sortie
Le film devait initialement sortir en France le 14 juin 2017 et aux États-Unis le 16 juin 2017. Finalement, en novembre 2016, il est annoncé que la sortie américaine est repoussée au 22 septembre.
Le film sort en DVD et Blu-ray ainsi qu'en version Blu-ray 4k le 1er février 2018.

### Accueil critique
Sur Rotten Tomatoes, le film n'obtient que 52 % d'opinions favorables pour 298 critiques, avec une note moyenne de 5,3⁄10. La plupart des avis mettent en avant que le film va plus loin que son prédécesseur mais qu'il n'est pas aussi original et créatif. Sur Metacritic, le film décroche une moyenne de 45⁄100, pour 40 critiques
Côté presse, les avis sont partagés. Pour les Inrocks, « Si le deuxième épisode ne peut pas vraiment rééditer l’effet de surprise produit par son prédécesseur et son irrévérence absurde, frisant la démence, il en confirme néanmoins la direction et élève même la saga naissante au rang de seule franchise d’espionnage véritablement connectée à son époque. ». Selon Première, « Kingsman reste fidèle à son style de James Bond période Roger Moore version trash mais se libère de sa pseudo-nécessité de surprendre et de faire le sale gosse. Et Vaughn se recadre, fait du cinéma, à travers les bastons parfaitement jouissives, chorégraphiées à la hong-kongaise par Guillermo Grispo (300, Wonder Woman...). ».

### Box-office
Le film sort aux États-Unis avant la France. Pour son premier week-end d'exploitation américaine, il prend la tête du box-office avec environ 39 millions de dollars de recettes et dépasse ainsi les 36,2 millions de dollars du premier week-end de Kingsman : Services secrets.
| Pays ou région    | Box-office        | Date d'arrêt du box-office | Nombre de semaines |
| ----------------- | ----------------- | -------------------------- | ------------------ |
| États-Unis Canada | 100 234 838 $     | 4 janvier 2018             | 15                 |
| France            | 1 735 156 entrées | 26 décembre 2017           | 12                 |
| Total mondial     | 410 902 662 $     | -                          | -                  |

## Distinctions

### Récompenses

#### 2017
- British Film Designers Guild Awards : BFDG Award de la meilleure direction artistique / Meilleurs décors d'un long métrage - Contemporain pour Darren Gilford, Rosemary Brandenburg et Grant Armstrong

#### 2018
- Empire Awards : Empire Award du meilleur thriller

### Nominations

#### 2017
- IGN Summer Movie Awards : meilleur film d'action

#### 2018
- Academy of Science Fiction, Fantasy and Horror Films - Saturn Awards : meilleur film d'action ou d'aventure
- Costume Designers Guild : meilleur film en costumes contemporains pour Arianne Phillips
- Golden Trailer Awards :
  - Meilleur spot TV d’un film d'action pour 20th Century Fox et Trailer Park
  - Spot TV le plus original pour 20th Century Fox et Trailer Park
  - Meilleur spot radio / audio pour 20th Century Fox et Create Advertising Group
- Hawaii Film Critics Society : pire film de l'année
- National Film Awards UK :
  - Meilleur acteur pour Taron Egerton
  - Meilleure révélation pour Halle Berry
  - Meilleure révélation pour Elton John
  - Meilleur acteur dans un second rôle pour Keith Allen
  - Meilleure actrice dans un second rôle pour Halle Berry
- Online Film and Television Association : meilleure musique, chanson adaptée pour Taffy Nivert, Bill Danoff et John Denver (pour la chanson "Take Me Home, Country Roads")
- Teen Choice Awards : meilleure scène de combat pour Colin Firth, Taron Egerton et Pedro Pascal (Harry Hart/Galahad Sr. et Gary "Eggsy" Unwin/Galahad Jr. contre Jack Daniels/Agent Whisky)

## Autour du film

### Éditions en vidéo
- En France, le film Kingsman : Le Cercle d'or est sorti en VOD le 11 février 2018[5]. Par la suite, le film est sorti en DVD + Digital HD[44], Blu-ray + Digital HD[45], également dans une édition 4K Ultra HD + Blu-ray + Digital HD[46] et dans une version steelBook Blu-ray + Digital HD[47] le 12 février 2018. Le film ressort en DVD le 1er octobre 2018[48].
- Au Québec, le film est sorti en DVD le 12 décembre 2017[1].

### Suite
Matthew Vaughn a révélé, qu'avec la scénariste Jane Goldman, ils envisageaient un troisième film Kingsman. En septembre 2017, il révèle qu'il aimerait Dwayne Johnson comme méchant du prochain film. Il évoque également la possibilité de faire un film dérivé sur les Statesman. En septembre 2018, la sortie du troisième film est annoncée pour le 8 novembre 2019, puis repoussée à 2020. Il s'agit finalement d'une préquelle, intitulée The King's Man : Première Mission, sortie fin 2021. La suite du Cercle d'or, provisoirement Kingsman: The Blue Blood, pourrait suivre ensuite.